# Präludium und Fuge B-Dur BWV 890 (Das Wohltemperierte Klavier, II. Teil)
Präludium und Fuge B-Dur, BWV 890, bilden ein Werkpaar im 2. Teil des Wohltemperierten Klaviers, einer Sammlung von Präludien und Fugen für Tasteninstrumente von Johann Sebastian Bach.

## Präludium
Das Präludium im 12⁄16-Takt ist einerseits „ein Reigen von unbeschreiblicher Anmut“, andererseits formal recht kompliziert gegliedert. Es besteht aus zwei Teilen, getrennt durch einen Doppelstrich mit Wiederholungszeichen. Der erste Teil umfasst 32, der zweite 55 Takte. Das Stück enthält jedoch auch mehrfache Dreiteilungen nach dem Schema a-b-a'. Dies gilt einerseits für den ersten Teil, in dem in Takt 9 ein zweites Motiv auftritt, worauf in Takt 17 das Anfangsmotiv zurückkehrt. Andererseits ist das Stück auch als Ganzes nach dem Schema a-b-a' aufgebaut. Einige Musikwissenschaftler sehen hier eine Vorform der Sonatensatzform und bezeichnen dementsprechend das Motiv in Takt 9 als Seitenthema, den Beginn des zweiten Teils als Durchführung und den Einsatz der Oberstimme in Takt 49 als Reprise. Auffällig ist zudem die Bassführung in Takt 51, bei der in einem nur hier auftauchenden Rhythmus ein durch Pausen markiertes h-c-a-b erscheint, die Umkehrung der Notenfolge B-A-C-H. Einen Takt vor der Fermate in Takt 76 verdichtet sich der Satz zur Vierstimmigkeit, worauf in Takt 84 und 85 eine kurze Eintrübung in Moll folgt, bevor das Stück mit einem gegenläufig arpeggierten Dreiklang in der Tonika anmutig ausklingt.

## Fuge
Das Thema beginnt – unüblich in Bachschen Fugen – auf c, eine Sekunde über dem Grundton, fällt im ersten Takt zunächst bis zur tiefer liegenden Sexte d und erinnert so an das Präludium. Der weitere Aufbau des Themas besteht aus rhythmisch gleichförmigen Sequenzen in der Form a-a'-b-b'. Seltsamerweise erscheint die Notenfolge des Comes nur bei dessen ersten Auftritt in Takt 5 und wird nachher nicht wiederholt. Das Stück enthält 93 Takte; die Mitte der Fuge in Takt 47 ist durch die erste Themenversion in Moll, der Paralleltonart g-Moll, gekennzeichnet. Ab Takt 33 treten zwei obligate Kontrapunkte hinzu, die mit dem Thema zusammen einen dreistimmigen Satz bilden, der fünfmal in verschiedenen Umkehrungen erscheint. „Doch werden diese kontrapunktischen Versetzungen lässig, gleichsam nebenbei behandelt und stören die heitere Unbekümmertheit der Fuge nicht.“